# زهراوات الحبلى
زهراوات الحبلى (الاسم العلمي:Enkianthoideae) هي أسرة من النباتات تتبع الفصيلة الخلنجية من رتبة الخلنجيات.

## أجناس زهراوات الحبلى
- زهرة الحبلى